# World Club Tennis

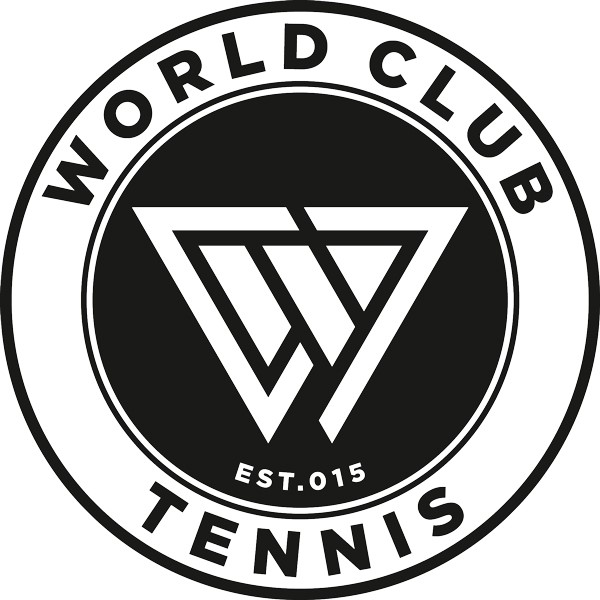
World Club Tennis Logo

World Club Tennis (ehemals White Club Tennis) ist eine internationale Tennis-Community mit 12.800 Mitspielern (Stand Januar 2024). Über eine Onlineplattform werden registrierten Nutzern verschiedene Funktionen wie eine Spielersuche, regelmäßige Tennis-Events in verschiedenen deutschen Städten sowie die Möglichkeit der Teilnahme an internen Einzel-Ligen angeboten. Mediale Aufmerksamkeit erhielt das Projekt vor allem durch Aktionen an außergewöhnlichen Orten, wie zum Beispiel Tennis auf der Zugspitze, der Theresienwiese oder im Olympia-Eissportzentrum in München. In der September-Ausgabe 2018 bezeichnete das tennis magazin World Club Tennis als Deutschlands größten virtuellen Club.

## Entstehung
Das Projekt World Club Tennis wurde 2015 von Christoph Hanke und Peter Wehner in München gestartet. Ziel des Projektes ist nach Aussage der Gründer, mehr Menschen für Tennis zu begeistern und den Sport unabhängig von Vereinsmitgliedschaften einfach zugänglich zu machen. Unter anderem sollen durch die Etablierung von Freizeitligen in Städten und organisierten offenen Tennis-Events Zutrittsbarrieren des Tennissports abgebaut werden. Während das Projekt zum Anfang des Jahres 2016 knapp über 400 Mitspieler umfasste waren im Juli 2022 knapp 10.000 Tennisspieler registriert. Internationale Aktionen mit professionellen Tennisspielern wie mit Gaël Monfils in Paris oder Gilles Müller in Lissabon machten World Club Tennis dabei auch über die Grenzen Deutschlands hinaus bekannt.

## Funktionsweise
Die Community organisiert sich über eine Onlineplattform, die registrierten Nutzern die im Folgenden aufgeführten Funktionen anbietet.

### Spielerprofil
Volljährige Nutzer können sich auf der Website ein Spielerprofil erstellen. Die Einordnung der Spielstärke beruht dabei auf der Selbsteinschätzung der Spieler. Es stehen 7 Kategorien zur Verfügung, wobei Spielstärke 1 der bestmöglichen Spielstärke entspricht. Weitere Informationen wie Vereinsmitgliedschaft, Leistungsklasse und Trainingsfrequenz können auf freiwilliger Basis angegeben werden.

### Spielerbörse
Die Spielerbörse ist die interne Spielersuche der Plattform und ermöglicht die Suche nach registrierten Tennisspielern innerhalb der gleichen Postleitzahl, Stadt oder eines gewählten Umkreises. Spieler können unter anderem nach Spielstärke, Geschlecht und Vereinszugehörigkeit gefiltert werden. Die anschließende Kontaktaufnahme wird durch ein integriertes Nachrichten-Tool ermöglicht.

### Liga
Registrierte Nutzer können sich über die Plattform gegen Zahlung eines Startgeldes für die Teilnahme an einer Liga anmelden. Im Gegensatz zum offiziellen Medenspielbetrieb der Tennisverbände handelt es sich hierbei um eine Einzel-Liga. Innerhalb einer Liga spielen alle Mitspieler gegeneinander und vereinbaren ihre Ligamatches individuell. Die Regeln sehen vor, dass die Spiele fortlaufend gezählt werden und ein Ligamatch nach 60 Minuten endet. Gewinner ist, wer nach 60 Minuten in Führung liegt. Im Anschluss wird das Endergebnis an die Plattform gemeldet und in Punkte für die Spieler-Rangliste der Liga umgewandelt. Während in München die Möglichkeit zur Teilnahme einer nach Spielstärken gegliederten, öffentlich einsehbaren Liga besteht, wird der Ligabetrieb in anderen Städten bisher in „privaten“ Ligen organisiert, welche nur für die teilnehmenden Mitspieler einsehbar sind. Grundsätzlich steht es jedem registrierten Nutzer offen, eine eigene private Liga zu gründen. Der Ligabetrieb gliedert sich in eine Sommer- und Wintersaison.

### Jour-Fixe-Tennis
Jour-Fixe-Tennis beschreibt ein regelmäßig organisiertes gemeinsames Tennisspielen für registrierte Mitspieler aller Spielstärken. Wöchentliches Jour-Fixe-Tennis findet bislang in ausgewählten Städten wie München, Berlin und Frankfurt statt. Die Anmeldung zu Jour-Fixe-Terminen erfolgt gegen eine Gebühr über die Plattform.

### World Club Padel
Das jüngste Spin-off-Projekt der Gründer ist eine äquivalente Plattform für die Sportart Padel. Die World-Club-Padel-Community wurde Anfang des Jahres 2022 ins Leben gerufen und umfasst derzeit knapp 100 Mitspielende.

## Urban Tennis
Unter diese Kategorie fallen die von World Club Tennis durchgeführten Tennis-Events an ungewöhnlichen Orten. In Deutschland spielte World Club Tennis auf der Zugspitze, im Olympiastadion München, im Olympia-Eissportzentrum, auf der Großhesseloher Brücke sowie der Türkenstraße in München. Außerdem fanden zwei Aktionen auf dem Containerdepot der Kloiber GmbH in München-Riem statt sowie ein Event in Hamburg. Außerhalb von Deutschland gab es bislang Urban-Tennis-Aktionen in New York City, Paris und Lissabon.

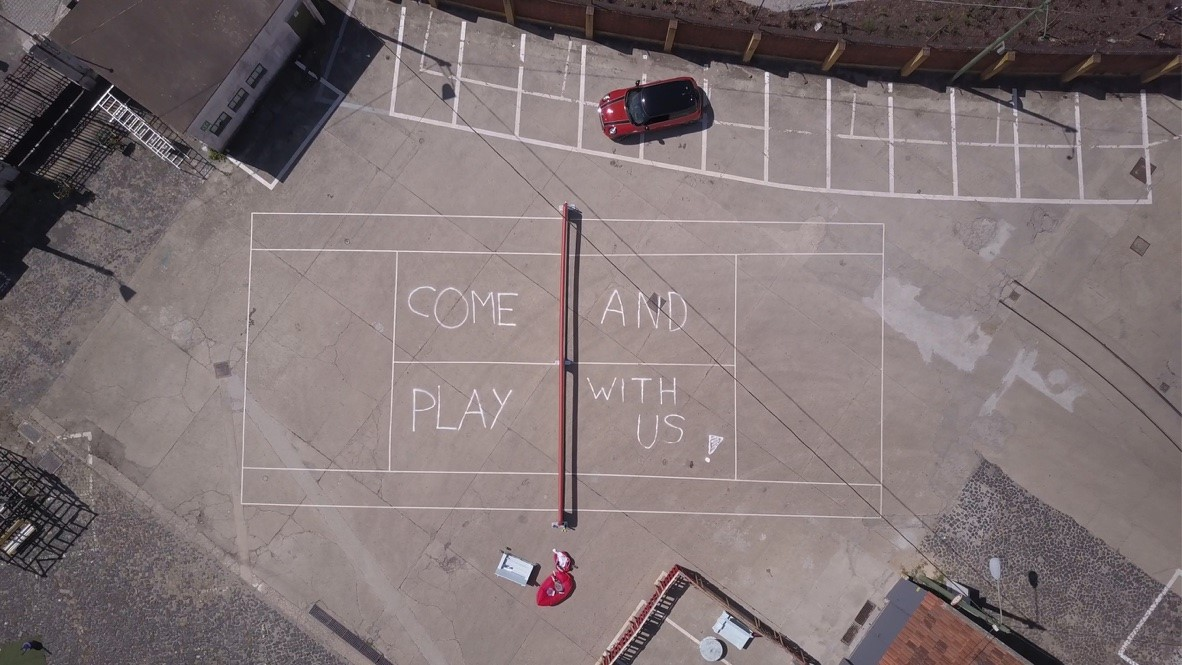
Urban Tennis in Lissabon, Portugal